# Александров, Иван Иванович (математик)
Ива́н Ива́нович Алекса́ндров (13(25).12.1856, Владимир — 20.12.1919, Москва) — русский педагог-математик и методист, популяризатор науки. Является основоположником русскоязычной литературы по геометрическим задачам на построение и их методике. Автор более 30 работ по методике математики, изложил способы исследования задач на построение. Некоторые его идеи оказались важным элементом для решения целого класса геометрических задач. Составил сборник задач, который выдержал 14 изданий до 1917 года и еще 6 в СССР и современной России, а также был переведен на ряд иностранных языков. Автор первой в России классификации арифметических задач.

## Биография
Родился 25 декабря 1856 года[по какому календарю?] во Владимире в семье уездного врача. Рано лишился матери. В 1861 году семья И. И. Александрова переехала в Тулу, куда его отец Иван Павлович Александров был назначен врачом.
Окончив Тульскую гимназию, поступил на физико-математический факультет Санкт-Петербургского университета. Слушал лекции П. Л. Чебышёва, А. Н. Коркина, Е. И. Золотарева, Д. К. Савина и Д. И. Менделеева; также посещал лекции по другим специальностям, интересовался музыкой, театром, живописью, шахматами.
После окончания Санкт-Петербургского университета (1878) до 1906 года работал учителем математики в Тамбовской гимназии. Занимался народным просвещения, активно обучал молодёжь, участвовал в общественной жизни Тамбова — читал лекции по математике, вопросам естествознания и музыкального искусства. В качестве музыкального критика писал рецензии в Тамбовской газете.
В 1906 году вместе с семьёй переехал в Москву, преподавал математику в реальном училище Бажанова, женской гимназии Бот, в гимназии Поливанова, читал лекции в Народном институте им. Шанявского и на вечерних курсах Межевого института, посещал российские и заграничные съезды преподавателей.
Осенью 1918 года, попав под трамвай, перенёс ампутацию ноги, несколько месяцев провёл в больнице. В 1919 году вернулся домой. Умер 20 декабря 1919 года от отёка лёгких.

### Семья
Жена (с лета 1884) — Елизавета Ниловна Андреева, дочь учителя тамбовской гимназии.

## Научная деятельность
Автор более 30 работ по методике математики. Его «Методы решений геометрических задач на построение и сборник геометрических задач…» (5-е изд. — М., 1894) было удостоено малой премии имени императора Петра Великого.
Его геометрические идеи стали ключом к решению целого класса задач; книга «Методы решения геометрических задач на построение» (1881) была переведена и издана во Франции и Германии.
Книга «Методы решения арифметических задач» (1887) повлияла на методику преподавания арифметики в России.

### Избранные труды
- Александров И. И. Геометрические задачи на построение и методы их решения : Учеб. пособие для педвузов и препод. средн. школы. — Посмертное изд. / под ред. и с доп. С. Ю. Калецкого. — М.: Гос. учеб.-педагог. изд-во, 1934. — 168 с.
  -  — 2-е изд., перераб., посмертное / под ред. и с доп. С. Ю. Калецкого. — М. : Учпедгиз, 1936. — 200 с.
- Александров И. И. Геометрические методы разыскания maximum и minimum. — М.: тип. Э. Лисснера и Ю. Романа, 1892. — 16 с.
- Александров И. И. Значение геометрических построений в тригонометрии. — [Киев] : типо-лит. т-ва Кушнеров и К°, [1890]. — 8 с. — (Отт. из «Вестн. опыт. физики и элемент. математики»)
- Александров И. И. К методике арифметических прогрессий. — М. : тип. Г. Лисснер и Д. Собко, [1915]. — 3 с. — ([Отт. из журн.] «Пед. вестн. М. уч. окр.» [Средняя и низшая школа. 1915, № 4, с. 29-31])
- Александров И. И. Конструктивные задачи с неприступными точками. — М.: Печ. А. И. Снегиревой, 1913. — 12 с. — (Отд. отт. из журн. «Мат. образование», № 6, 1913 г.)
- Александров И. И. Метод инверсии или обратных фигур. — М., [1913?]. — 12 с. — (Отт. из журн. «Мат. образование», № 8, за 1913 г.)
- Александров И. И. Методы решений арифметических задач / Под ред. проф. И. К. Андронова. — М.: Учпедгиз, 1953. — 76 с.
- Александров И. И. Методы решений геометрических задач на построение и сборник геометрических теорем и задач на построение и приложение алгебры к геометрии : Курс сред. учеб. заведений : (Преимущественно для ст. классов). — Тамбов : тип. Ев. Иван. Поповой, 1883. — 2+4+193 с.
  - Методы решений геометрических задач на построение и сборник геометрических задач с полными и краткими решениями : Курс средних учебных заведений : (Для старших классов). — 14-е изд., перераб. и доп. — М. : тип. Г. Лисснера и Д. Собко, 1914. — 10+2+176 с.
- Александров И. И. О составлении и решении геометрических задач на вращение. — Одесса : Центр. тип., 1895. — 13 с. — (Отд. отт. из попул. науч. журн. «Вестн. опыт. физики и элемент. математики»)
- Александров И. И. Один из видов метода подобия. — Киев : тип. И. Н. Кушнерева и К⁰, ценз. [1888]. — 4 с. — (Отд. отт. из «Вестника оп. физики и элем. математики»)
- Александров И. И. Основания арифметики соизмеримых чисел : Курс ст. класса муж. и жен. ср. учеб. заведений. — 3-е изд., испр. и доп. — М.: тип. Г. Лисснера и Д. Собко, 1913. — 20 с.
  - Основания арифметики : Курс ст. классов сред. учеб. заведений. — [2-е изд.]. — М.: тип. Г. Лисснера и Д. Собко, 1908. — 16 с.
- Александров И. И. Памяти великого русского математика XIX столетия Н. И. Лобачевского : (Читано на акте Тамбов. гимназии в 1882 г.). — Тамбов : тип. Е. И. Поповой, 1882. — 18 с. — (Отт. из Отчета о состоянии Тамб. губ. гимназии за 1881-82 уч. г.)
- Александров И. И. Первые XIX предложений начальной геометрии Эвклида в новом изложении. — Тамбов : тип. Д. С. Семенова, 1884. — 31 с.
  - Первые XIX предложений начальной геометрии Эвклида. — Тамбов : тип. Губ. правл., 1899. — 30 с.
- Александров И. И. Построения Штейнера и построения с помощью двусторонней линейки, прямого или острого угла. — М.: печ. А. И. Снегиревой, [1914]. — 11 с. — (Отт. из журн. «Мат. образование», № 4, 1914 г.)
- Александров И. И., Сборник геометрических задач на построение с решениями. — М : Гос. изд-во, 1924. — 192 с. ; 24 см. — (Учеб. пособия для шк. I и II ступ.)
  - Сборник геометрических задач на построение с решениями : [Пособие для учителей сред. школы] / Под ред. Н. В. Наумович. — 18-е изд. — М.: Учпедгиз, 1950. — 176 с.
  - Сборник геометрических задач на построение с решениями : [Пособие для учителей сред. школы] / Под ред. Н. В. Наумович. — 19-е изд. — М.: Учпедгиз, 1954. — 176 с.
- Александров И. И. Современные требования от арифметических задачников. — М.: тип. Г. Лисснера и Д. Собко, [1915]. — 12 с. — (Отт. из журн. «Пед. вестн. Моск. учеб. окр.». Сред. и низ. шк. 1915, № 4, с. 43-54)
- «Приложение геометрических построений к тригонометрии»
- «Наглядное преподавание геометрии»
- «Приборы для публичных лекция по космографии»
- «О давлении света»
- «К решению неопределенных уравнений 1-й степени»
- «О причинах развития математики»